# كاتالينا دينيس
كاتالينا زاراتي دينيس هي ممثلة وعارضة أزياء كولومبية تقيم وتعمل حاليا في فرنسا.
قدمت دينيس فيلمها لأول مرة في عام 2007 مع ظهور قصير في فيلم الكوميديا الفرنسية تاكسي 4، كما لعبت دور راقصة تعري في عام 2010 فيلم لو ماك (بالفرنسية: Le Mac)‏. كما لعبت في الآونة الأخيرة دور صديقة وحبيبة ديفيد بيل في فيلم قرميد القصور وهو الفيلم الأخير للمخرج بول ووكر قبل وفاته في عام 2013، كما كانت كاتالينا أيضا جزءا من هيئة الإذاعة الأمريكية وذلك من خلال تقديمها للبرنامج الذي يحمل عنوان همسات (بالإنجليزية: The Whispers)‏.

## قائمة أفلامها
| العام | العنوان                 | الدور          | المخرج                                | ملاحظات                   |
| ----- | ----------------------- | -------------- | ------------------------------------- | ------------------------- |
| 2007  | تاكسي 4                 | الفتاة الذكية  | جيرار كراوزيك                         |                           |
| 2008  | اذهب بسرعة              | غلاديس         | أوليفييه فان هوفستاد                  |                           |
| 2010  | Coursier                | لويز           | هيرفيه رينوه                          |                           |
| 2010  | Le mac                  | لونا           | باسكال بورديو                         |                           |
| 2011  | ليلة بلا نوم            | جوليا          | فريديريك جاردين                       |                           |
| 2013  | إنه بيب                 | أودري جولي     | دينيس ثيبود                           | مسلسل تلفزيوني (الحلقة 1) |
| 2013  | النفق                   | فيرونيكا       | دومينيك مول & أودايان براساد          | مسلسل تلفزيوني (3 حلقات)  |
| 2014  | قرميد القصور            | لولا           | بامباش                                |                           |
| 2014  | الأصول                  | روزاريو أميس   | تريجف أليستر دياسن، بيتر ميداك وغيرهم | مسلسل تلفزيوني قصير       |
| 2015  | همسات                   | ماريا بينافيدز | مارك روميك وغوليريمو نافارو وآخرون    | مسلسل تلفزيوني (7 حلقات)  |
| 2016  | L'Araignée Rouge        | أليس كوريل     | فرانك فلورينو                         |                           |
| 2016  | Joséphine, ange gardien | جيسيكا         | دينيس تايبود                          | مسلسل تلفزيوني (الحلقة 1) |

## وصلات خارجية
- الموقع الرسمي
- كاتالينا دينيس على موقع IMDb (الإنجليزية)
- كاتالينا دينيس على موقع ألو سيني (الفرنسية)
- كاتالينا دينيس على موقع أول موفي (الإنجليزية)
- كاتالينا دينيس على موقع قاعدة بيانات الأفلام السويدية (السويدية)
- كاتالينا دينيس على موقع قاعدة بيانات الفيلم (الإنجليزية)
- كاتالينا دينيس على موقع كينوبويسك (الروسية)